# Can I Get It
«Can I Get It» (рус. «Могу ли я получить это») — песня британской певицы и автора песен Адели из четвёртого студийного альбома 30, написанная совместно со шведскими продюсерами Максом Мартином и Шеллбэком. Песня стала доступна в качестве шестого трека альбома 19 ноября 2021 года, когда он был выпущен Columbia Records. Поп-песня с влиянием поп-рока и кантри-попа, «Can I Get It» имеет акустическую гитару, барабан, рожок и свистящий хук. Песня рассказывает о том, как пережить расставание, и исследует поиск настоящей любви и захватывающие и удивительные моменты новых отношений.
Песня «Can I Get It» получила смешанные отзывы от музыкальных критиков, которые в целом положительно оценили её акустическую часть и текст, но сильно раскритиковали её свистящий хук. Они посчитали, что наглая поп-продукция песни отвечает вкусам мейнстримного радио, что делает её исключением из списка 30, и сравнили трек с синглом Флоу Райды «Whistle» (2012). Песня попала в топ-20 в Швеции, Канаде, Швейцарии, Австралии, Финляндии и Норвегии и вошла в топ-40 в некоторых других странах.

## История
Адель начала работу над своим четвертым студийным альбомом к 2018 году. В сентябре 2019 года она подала на развод со своим мужем Саймоном Конецки, что послужило вдохновением для создания альбома. Испытывая тревогу, Адель проходила сеансы психотерапии и налаживала отношения с отцом. Впервые за почти десять лет она снова стала одинокой и искала серьёзные отношения в Лос-Анджелесе, но с трудом нашла их. Адель говорила: «Я продержалась пять секунд [на свидании там…], все кем-то являются или все хотят быть кем-то». У неё были регулярные разговоры с сыном, которые вдохновили её вернуться в студию, и альбом был задуман с целью объяснить её сыну, почему она оставила его отца.
Адель написала песню «Can I Get It» в соавторстве со шведскими продюсерами Максом Мартином и Шеллбэком, которые спродюсировали её сингл «Send My Love (To Your New Lover)», занявший первое место в Mainstream Top 40 2016 года. «Can I Get It» — это песня о желании быть в серьёзных отношениях, а не в отношениях, основанных на случайном сексе. Она выпустила «Easy on Me» в качестве лид-сингла из альбома под названием 30 14 октября 2021 года. Адель объявила треклист альбома, в котором «Can I Get It» был шестым треком, 1 ноября 2021 года. Он стал доступен для цифрового скачивания в альбоме 30, который был выпущен 19 ноября.
В Великобритании песня «Can I Get It» дебютировала на 7-м месте в официальном чарте потокового аудио. Песня достигла вершины на 26-м месте в американском хит-параде Billboard Hot 100, опубликованном 4 декабря 2021 года. Она заняла 11 место в чарте Canadian Hot 100. «Can I Get It» дебютировала на 15-м месте в Австралии. Песня достигла вершины на 39-м месте в Новой Зеландии. В других странах она заняла 9-е место в Швеции, 13-е место в Billboard Global 200, 14-е место в Швейцарии, 16-е место в Финляндии, 19-е место в Норвегии, 25-е место в Дании, 32-е место в Португалии, 40-е место в Австрии, 71-е место во Франции и 94-е место в Испании.

## Композиция
Продолжительность песни «Can I Get It» составляет 3 минуты 30 секунд. Мартин и Шеллбэк спродюсировали и запрограммировали песню, которая была записана в MXM Studios, House Mouse Studios и Kallbacken Studios в Швеции, MXM Studios в Лос-Анджелесе и Eastcote Studios в Лондоне. Мартин играл на фортепиано и клавишных; Шеллбэк играл на барабанах, бас-гитаре, гитаре, перкуссии и клавишных и обеспечивал свист и топот; Адель помогала им хлопать в ладоши. Рэнди Меррилл сделал мастеринг в Sterling Sound Studios в Нью-Йорке; Сербан Генеа и Джон Ханес смикшировали его в MixStar Studios в Верджиния-Бич, штат Вирджиния; а Лассе Мортен, Майкл Илберт и Сэм Холланд выступили звукоинженерами.
«Can I Get It» это поп-песня с влиянием поп-рока и кантри-попа. По словам Кайла Маллина из Exclaim!, песня имеет «кухонное производство», включающее «акустические гитарные брейкдауны, ловко сделанные барабанные петли, […] и рожки». Она включает в себя трёхаккордный рифф, а Мартин и Шеллбэк исполняют свист в стиле музыки 2010-х годов для хука. Это включение сравнивали с синглом Флоу Райды "Whistle (2012) и песней Леди Гаги «Why Did You Do That?» (2018). Микаэль Вуд из Los Angeles Times и Крис Уиллман из Variety сравнили «акустический грув» и гитарные переборы в припеве песни «Can I Get It» с синглом Джорджа Майкла «Faith» (1987). Адель стонет во время припева песни; Эрик Мейсон, написавший для Slant Magazine, заявил, что энергичные ударные инструменты и её тихие стоны создают знойную атмосферу, но её прерывает «диссонансно щебечущий свист». Илана Каплан из Consequence описала песню как «трек в стиле рок 70-х», а Дэвид Коббалд из The Line of Best Fit назвал её «американской песней в стиле родео».
В песне «Can I Get It» повествуется о том, как пережить расставание. Адель возвращается к свиданиям и пытается быть более уязвимой с новым партнером: «Я рассчитываю на тебя/что ты соберешь осколки меня воедино». Песня о поиске настоящих романтических отношений, отказываясь довольствоваться перепиской. IОна исследует захватывающие и удивительные стороны романтических отношений. Слова песни «Can I Get It» утверждают и заверяют в чрезвычайно преданной любви, граничащей с отчаянием и раболепием. В песне она выражает оптимизм и рассчитывает, что этот новый роман «освободит её». Адель делает паузу в середине предложения, когда поёт слова припева «Let me just come and get it».

## Отзывы
Песня «Can I Get It» получила смешанные отзывы от музыкальных критиков, которые посчитали, что она отходит от остальной части альбома 30, состоящей в основном из эмоциональных баллад, которые ищут личность певицы вне романтических отношений. Грэм Марш из MusicOMH посчитал, что оптимизм и свист песни придают ей неуместное звучание. Питер Пятковски из PopMatters заявил, что её дерзкая поп-продукция кажется «немного шокирующей, почти неуважительной и диссонирующей» в контексте альбома, но похвалил её «хитовость» и заразительный припев и положительно сравнил трек с синглом Адели 2010 года «Rolling in the Deep». Эмма Свон, написавшая для DIY, считает песню «Can I Get It» «самым условно „попсовым“ моментом Адели на сегодняшний день» и добавляет, что хотя её исполнение не соответствует её фирменным балладам, в ней также больше характера. Габриэль Санчес из The A.V. Club написал, что песня представляет собой «самый поп-ориентированный и прямолинейный» сегмент 30, наряду с «Oh My God», но раскритиковал её свист как «полый перенос из радиопопа 2010-х годов». Мора Джонстон из Entertainment Weekly выразила мнение, что это один из «нескольких великих поп-моментов» в альбоме, и отметила, что беззаботное исполнение дополняет текст песни. Джейсон Липшутц, написавший для Billboard, назвал «Can I Get It» второй лучшей песней в альбоме 30; по его мнению, она преуспела на всех уровнях и может превзойти радиоуспех «Easy on Me».
Эль Хант из NME считает, что акустическая часть «Can I Get It» была яркой и интригующей, но всё испортил свистящий хук. Коббальд похвалил гармонии в припеве, но назвал песню «би-сайдом Кеши 2013 года или чем-то вроде „Whistle“ Фло Райды»; он считает, что она не достигла того, что задумали её авторы. Пишущая для The Independent Аннабел Ньюджент описала «топающий и хлопающий хук» песни «Can I Get It» как «самый тревожный» и считает, что Мартин и Shellback оставили в ней больший след, чем в «Send My Love (To Your New Lover)». Мэйпс назвал свист «банальной поп-тенденцией 10-х годов» и посчитал, что песня была написана с расчётом на поп- и кантри-радио. Уиллман назвал песню «самым очевидным бустер-шот-бопом» на 30 и оценил её как «поп-кондитерскую Франкенштейна», но усомнился в том, что её различные части хорошо сочетаются. Вуд выразил мнение, что песня соответствует своему названию.
Пьятковски считает, что уязвимость и честное изображение любви в тексте песни «Can I Get It» демонстрирует «жало и откровенность певицы в её самой честной форме». Каплан заявил, что в песне она зашла на «более чувственную территорию», а Санчес сказал, что она «использует чувственность, которую не часто можно услышать в творчестве Адели». Последний назвал песню менее интересной, чем остальная часть альбома, и выразил мнение, что сырая и трогательная лирика других треков делает её «просто всплеском в величии остального альбома». Хант считает, что в то время как остальная лирика 30 «придерживается более безопасной территории», пауза Адели в припеве «Can I Get It» более игрива.

## Участники записи
По данным из примечаний к альбому 30.
- Макс Мартин — продюсер, автор песен, фортепиано, программирование, клавишные
- Shellback — продюсер, автор песен, барабаны, бас, гитара, перкуссия, программирование, свисток, клавишные, топание, хлопки в ладоши
- Адели — вокал, автор, топание, хлопки в ладоши
- Рэнди Меррилл — мастеринг
- Сербан Генеа — сведение
- Джон Ханес — сведение
- Лассе Мортен — звукоинженер
- Майкл Илберт — звукоинженер
- Сэм Холланд — звукоинженер

## Чарты

### Еженедельные чарты
| Чарт (2021)                         | Высшая позиция |
| ----------------------------------- | -------------- |
| Австралия (ARIA)                    | 15             |
| Австрия (Ö3 Austria Top 40)         | 40             |
| Великобритания (UK Streaming Chart) | 7              |
| Дания (Tracklisten)                 | 25             |
| Исландия (Plötutíðindi)             | 10             |
| Испания (PROMUSICAE)                | 94             |
| Канада (Billboard Canadian Hot 100) | 11             |
| Мир (Billboard Global 200)          | 13             |
| Новая Зеландия (Recorded Music NZ)  | 39             |
| Норвегия (VG-lista)                 | 19             |
| Португалия (AFP)                    | 32             |
| США (Billboard Hot 100)             | 26             |
| Финляндия (Suomen virallinen lista) | 16             |
| Франция (SNEP)                      | 71             |
| Швеция (Sverigetopplistan)          | 9              |
| Швейцария (Schweizer Hitparade)     | 14             |

## Сертификации
| Регион                                                                      | Сертификация | Продажи |
| --------------------------------------------------------------------------- | ------------ | ------- |
| Бразилия (ABPD)                                                             | Золотой      | 30 000  |
| Данные о продажах + прослушиваниях приведены только на основе сертификации. |              |         |